# Хагер, Патрик
Па́трик Ха́гер (нем. Patrick Hager; род. 8 сентября 1988, Штутгарт) — немецкий хоккеист, нападающий. Игрок сборной Германии по хоккею с шайбой.

## Биография
Воспитанник хоккейного клуба «Старбуллз Розенхайм». Выступал за команду в третьей лиге Германии. В 2007 году стал игроком хоккейного клуба «Крефельд Пингвин». Дебютировал в Высшей лиге Германии в сезоне 2007/08. За команду отыграл 5 сезонов в высшей лиге, в 2012 году стал игроком хоккейного клуба «Ингольштадт».
В составе «Ингольштадта» в сезоне 2013/14 стал чемпионом Германии. В следующем сезоне завоевал серебряные медали первенства. В 2015 году перешёл в кёльнскую команду «Кёльнер Хайе». За команду отыграл два сезона, был вице-капитаном клуба. В 2017 году стал игроком мюнхенского «Ред Булла».
Выступал за юниорскую и молодёжную сборные Германии на первенствах планеты. За основную национальную команду дебютировал на чемпионате мира по хоккею с шайбой 2009 года.
Серебряный призер Олимпийских игр в Пхенчхане.